# Fayetteville (Texas)
Fayetteville è un centro abitato degli Stati Uniti d'America, situato nella contea di Fayette dello Stato del Texas.
La popolazione era di 274 persone al censimento del 2010.

## Geografia fisica
Fayetteville è situata a 29°54′18″N 96°40′30″W (29.904922, -96.675119), circa dodici miglia a est di La Grange e della U.S. Highway 77 e circa dodici miglia a nord di Borden e della Interstate 10.
Secondo lo United States Census Bureau, ha un'area totale di 0,4 miglia quadrate (1,0 km²), nessuna superficie dovuta a laghi o fiumi.

## Società

### Evoluzione demografica
Secondo il censimento del 2000, c'erano 261 persone, 120 nuclei familiari e 71 famiglie residenti nella città. La densità di popolazione era di 602,4 persone per miglio quadrato (234,4/km²). C'erano 183 unità abitative a una densità media di 422,4 per miglio quadrato (164,3/km²). La composizione etnica della città era formata dal 96,55% di bianchi, il 3,07% di afroamericani, e lo 0,38% di asiatici. Ispanici o latinos di qualunque razza erano l'1,53% della popolazione.
C'erano 120 nuclei familiari di cui il 20,8% aveva figli di età inferiore ai 18 anni, il 48,3% erano coppie sposate conviventi, il 10,8% aveva un capofamiglia femmina senza marito, e il 40,8% erano non-famiglie. Il 35,8% di tutti i nuclei familiari erano individuali e il 24,2% aveva componenti con un'età di 65 anni o più che vivevano da soli. Il numero di componenti medio di un nucleo familiare era di 2,17 e quello di una famiglia era di 2,89.
La popolazione era composta dal 19,5% di persone sotto i 18 anni, il 7,7% di persone dai 18 ai 24 anni, il 20,7% di persone dai 25 ai 44 anni, il 24,5% di persone dai 45 ai 64 anni, e il 27,6% di persone di 65 anni o più. L'età media era di 46 anni. Per ogni 100 femmine c'erano 74,0 maschi. Per ogni 100 femmine dai 18 anni in giù, c'erano 72,1 maschi.
Il reddito medio di un nucleo familiare era di 27.639 dollari, e quello di una famiglia era di 31.667 dollari. I maschi avevano un reddito medio di 26.250 dollari contro i 18.125 dollari delle femmine. Il reddito pro capite era di 13.916 dollari. Circa l'8,0% delle famiglie e il 13,2% della popolazione erano sotto la soglia di povertà, incluso il 37,5% di persone sotto i 18 anni di età e il 12,7% di persone di 65 anni o più.